# Maclotte de Steinbach
Die Maclotte de Steinbach ist ein neu interpretierter Paarwechseltanz im Sinne der traditionellen Maclotten aus der belgischen Wallonie.

## Ausgangsposition
Die Tänzer stehen paarweise in einem großen Kreis und blicken gegen den Uhrzeigersinn. Das Paar steht nebeneinander und hält sich mit der Innenhand. Die führende Person steht innen, die folgende Person steht außen.

## Tanzschritt
Der Tanz besteht letztlich aus 3 Teilen:

### Promenade
Das Paar läuft 4 normale Gehschritte in Tanzrichtung. Danach geht das Paar 4 Schritte rückwärts auf die Ausgangsposition.

### Figur
Die führende Person geht 4 Schritte nach links in die Kreismitte; die folgende Person geht 4 Schritte nach rechts aus dem Kreis heraus. Die Körper bleiben weiterhin in Tanzrichtung ausgerichtet. Beim 4. Schritt klatschen die Tänzer in die Hände.
Die Tänzer gehen dann 4 Schritte wieder zurück zum Partner in eine Rundfassung: Die linke Hand der führender Person ist ausgestreckt und zeigt in Tanzrichtung. Die rechte Hand der folgenden Person liegt in der linken Hand der führenden Person.
Das Paar geht in dieser Rundfassung 2 Nachstellschritte in Tanzrichtung, anschließend wird eine 360° Drehung im Uhrzeigersinn am Platz durchgeführt, so dass die führende Person wieder mit Rücken in Kreismitte steht.

### Paarwechsel
Die folgende Person bleibt am Platz stehen. Die führende Person geht mit 4 Schritten in Tanzrichtung (aus Sicht der führenden Person nach links) zur nächsten folgenden Person und vollführt mit diesem neuen Partner eine 360°-Drehung in der Rundfassung. Am Ende der Drehung stellt sich das Paar wieder nebeneinander auf und beginnt wieder mit der Promenade.